# Hellegat
Als Hellegat bezeichnet man einen Lagerraum für technische oder seemännische Gerätschaften an Bord eines Schiffes, z. B. für Werkzeug.